# Station Eikelhof
Halte Eikelhof (afkorting: Ekh) is een voormalige spoorweghalte bij de Nederlandse buurtschap Eikelhof (gemeente Olst-Wijhe, provincie Overijssel). Het nog aanwezige stationsgebouw staat echter op het grondgebied van de voormalige gemeente Diepenveen, sinds 1999 gemeente Deventer. Het officiële adres is Boxbergerweg, maar het gebouw is alleen bereikbaar via de Bevrijdingsweg.
De halte lag aan de spoorlijn Deventer - Ommen van de Overijsselsche Lokaalspoorweg-Maatschappij Deventer - Ommen (OLDO). Ze werd geopend op 1 oktober 1910 en gesloten op 15 mei 1935. In het begin was het een spoorwegstation, maar omdat het aantal passagiers tegenviel werd het station later gedegradeerd tot halte. Het stationsgebouw uit 1909 fungeert na de sluiting als woonhuis. Er naast bevindt zich een ouderwetse slagboom voor een overweg.

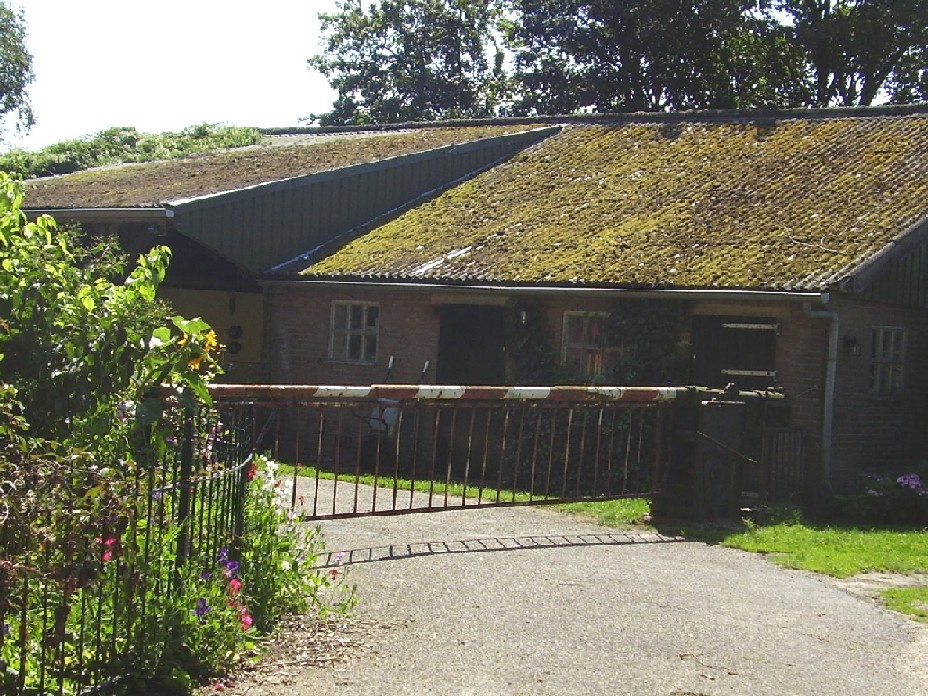
Oude slagboom bij het voormalige stationsgebouw